# Alain Deneault
Alain Deneault   (Gatineau, 26 de setembre de 1970) és un filòsof quebequès conegut pel llibre Noir Canada: Pillage, corruption et criminalité en Afrique i la disputa legal que va seguir a la seva publicació.

## Trajectòria
Deneault es va doctorar en filosofia a la Universitat París 8 sota la supervisió de Jacques Rancière. La seva recerca es va centrar en la filosofia alemanya del segle xix i francesa del segle xx, en particular a partir de l'obra de Georg Simmel.
Ha escrit nombrosos llibres sobre temes relacionats amb les finances internacionals, la globalització, les corporacions transnacionals i els paradisos fiscals. El 1999 Deneault va ser ponent sobre globalització a la conferència de l'Organització Mundial del Comerç a Seattle. El llibre Noir Canada: Pillage, corruption et criminalité en Afrique, escrit per Deneault, Delphine Abadie i William Sacher, publicat el 2008 per Les Éditions Écosociété, tracta de les activitats de les empreses mineres canadenques a Àfrica.
Després de la publicació de Noir Canada, l'empresa minera Barrick Gold va enviar a Écosociété una carta amenaçadora sobre presumptes inexactituds en la descripció del llibre sobre els desallotjaments a la mina d'or de Bulyanhulu, a Tanzània, el 1996. Com a resultat, la publicació del llibre es va haver d'ajornar abans que l'editorial aconseguís distribuir-ne 1.700 exemplars. Barrick Gold va presentar una demanda de 6 milions de dòlars contra els autors i l'editorial per difamació.
El 12 d'agost de 2011, el Tribunal Superior del Quebec va dictaminar que «Barrick Gold sembla estar intentant intimidar els autors», que la demanda era «aparentment abusiva» i que Barrick havia de pagar als autors i a l'editorial 143.000 dòlars per a preparar la seva defensa. El 18 d'octubre de 2011, Barrick, els autors i l'editorial van arribar a un acord extrajudicial que incloïa un pagament a Barrick i el cessament de la publicació del llibre. Deneault va declarar als mitjans de comunicació que havien acceptat l'acord per a posar fi al procediment legal i «tornar a tenir les nostres discussions en l'esfera pública, en lloc de als tribunals».
El juny de 2008, una altra empresa minera, Banro Corporation, va demandar els autors i l'editorial per contingut presumptament difamatori a Noir Canada, per 5 milions de dòlars. El processament va tenir lloc als tribunals d'Ontario, tot i que es van distribuir menys de 100 còpies del llibre a la província. El 2013, el procediment va acabar amb un acord extrajudicial que va comportar que Écosociété pagués una compensació a Banro.